# Medgyesi Emese
Medgyesi Emese (Marosvásárhely, 1961. július 29. –) Genfben élő erdélyi származású magyar író.

## Életútja, munkássága
Marosvásárhelyen az Alexandru Papiu Ilarian Líceumban érettségizett (1980), a Babeș–Bolyai Tudományegyetemen magyar-francia szakos középiskolai tanária diplomát szerzett (1984). Tanár a székelykeresztúri Petőfi Sándor Általános Iskolában, majd az Orbán Balázs Líceumban (1984–90). 1990 után a marosvásárhelyi Színművészeti Főiskolán tanított. A Genfi Egyetemen szerzett európai kultúra- és társadalomtörténeti mesteri diplomát.
A fiatal prózaírók Ajtók c. antológiájában tűnt fel (1987), novelláit közli az Utunk (1989), az 1989-90-es Utunk-Helikon Évkönyv és a Látó (1990). Matyorka densz c. kisregénye a Helikonban (1990/9–11) jelent meg.
Genfben él.

## Művei
- Pontos idő. Novellák; Kriterion, Bukarest, 1992 (Forrás sorozat)
- Living Transylvania. Conference on Transylvania's European values held in the European Parliament 10.06.2008 4 p.m.; bev. Sógor Csaba, szerk. Medgyesi Emese; Stúdium, Cluj-Napoca, 2009
- Mük szeretünk itt élni; fel. szerk. Medgyesi Emese, ford. Baci, Doina et al.; Stúdium, Kolozsvár, 2011
- Élesben a sorssal. Erdélyi mozaik; Polis, Kolozsvár, 2020
- Túloldalt semmi; Kriterion, Kolozsvár, 2023